# Anne Hislaire
Pour les articles homonymes, voir  Hislaire.
Anne Hislaire est une productrice d'émissions culturelles belge née à Uccle le 6 mai 1953 et morte le 1er février 2020.

## Biographie
Anne Hislaire a fait l'Institut des arts de diffusion ainsi que des études de script-montage. Elle travaille avec Henri Storck alors qu'elle est encore étudiante.
Elle entre à la RTB comme scripte en 1977. Elle officiera dans les émissions Tempo, Graffiti ainsi qu'à Ligne Rock. Elle participe aussi à l’émission Génération 80 en tant que scripte. Elle y fait ses premiers pas de productrice en remplacement de Michel Perrin lorsqu'il était absent.
En 1985, elle propose le concept de Cargo de Nuit. L’émission vise un public de 15 à 35 ans, s’articulant autour d’un plateau, couvrant la musique, la BD, le cinéma, avec un sujet principal et des sujets satellites, une partie en studio et des reportages. Elle fait appel à des réalisateurs externes à la RTBF sur des sujets précis. 
Elle produit également Alice, premier magazine culturel européen en TV, créé en 1989. Cette émission est réalisée en collaboration avec des Français, Catalans, Italiens, Yougoslaves, Suisses, Berlinois et est diffusée dans tous ces pays. 

### Approche dans le travail
Anne Hislaire poursuit ensuite une longue carrière en tant que productrice à la RTBF. Elle se présentait comme une personne faisant de la « programmation tête chercheuse ». Son rêve est de « faire vivre le phénomène culturel par sa vivacité propre à l’antenne. Il faut travailler sur la production, le style et la diffusion ». À propos des talk-shows, elle dit que « la viabilité des petites séquences est plus longue et fabrique la mémoire culturelle télévisuelle ». Les émissions produites peuvent être considérées comme une mémoire audiovisuelle des créations et événements culturels en Communauté française de Belgique[réf. souhaitée]. 
Elle quitte la RTBF en mai 2017. À cette occasion, elle souligne la passion qui l'a animée et lui a permis de rencontrer des talents comme Gilles Verlant, Edmond Blattchen ou aujourd’hui Jérôme Colin ou Myriam Leroy.
Anne Hislaire devient coprésidente du Conseil d'administration du Kunstenfestivaldesarts en septembre 2018 avec Bie Vancraeynest, succédant à Marion Hänsel et Geert Van Istendael.

## Distinctions
En janvier 1996, elle reçoit le prix Coq (pour la diffusion) de la Communauté française dans le cadre du Festival International du Film de Bruxelles.